# Daniel Santiago
Daniel Gregg Santiago Lynn (Lubbock, 24 giugno 1976) è un ex cestista statunitense naturalizzato portoricano, professionista nella NBA, in Europa e in Sudamerica.

## Carriera

### Club

Santiago a Varese durante le finali scudetto 1999

A livello giovanile, Santiago frequentò per un anno il New Mexico Military Institute, per due anni la University of New Mexico (affiliata alla NCAA) e per un anno il Saint Vincent College di Latrobe in Pennsylvania (affiliato alla NAIA). Oltre a ciò, durante alcune estati, giocò anche a Porto Rico con i Vaqueros de Bayamón, vincitori del titolo nel 1996. Più precisamente, Santiago nella prima parte della sua carriera partecipò ai campionati portoricani 1996, 1997, 1998, 2001, e 2002.
All'età di 22 anni approdò da semi-sconosciuto nel campionato italiano, ingaggiato dalla Pallacanestro Varese dopo un periodo di valutazione iniziale. Considerato come una scommessa, il suo impatto fu altanenante e la sua stagione fu talvolta fatta di alti e bassi. Centro titolare, concluse la regular season con 6,1 e 3,6 rimbalzi in 18,4 minuti di utilizzo medio. Nonostante le sue cifre ai play-off siano state piuttosto simili (6,1 punti e 3,3 rimbalzi in 18,3 minuti di media), la sua crescita nel corso della stagione gli permise di risultare comunque una pedina preziosa per la conquista di quello che fu il decimo scudetto della storia del club. Santiago venne così confermato anche per la stagione 1999-00 che iniziò con la vittoria della Supercoppa italiana, partita in cui totalizzò 11 punti e 8 rimbalzi. La stagione a livello di squadra fu tuttavia più avara di successi, visto che Varese chiuse la regular season al decimo posto per poi uscire agli ottavi di finale dei play-off. In 27 partite di campionato, play-off inclusi, Santiago viaggiò a 13,2 punti e 7,1 rimbalzi di media.
Le sue prestazioni attirarono l'attenzione degli scout NBA, tanto che la sua carriera proseguì nei Phoenix Suns. Nella sua prima stagione in NBA, Santiago produsse 3,1 e 1,9 rimbalzi nei 10,7 minuti concessogli a partita. Ottenne il rinnovo contrattuale anche per la stagione successiva, durante la quale però giocò solo tre partite complice anche una fascite plantare, oltre alla presenza degli altri centri Jake Tsakalidīs e Jake Voskuhl. Il 7 gennaio 2002 venne tagliato per fare spazio nel roster alla guardia Joe Crispin.

Una schiacciata di Santiago con la alla Virtus Roma nel 2002

Tornò dunque a giocare in Italia in vista della stagione 2002-03, per vestire questa volta la canotta della Virtus Roma. I capitolini conclusero la regular season al secondo posto e raggiunsero le semifinali play-off (da cui mancavano da 11 anni), mancando l'accesso alle finali dopo la decisiva gara 5 contro la Fortitudo Bologna, persa nonostante un vantaggio di 23 punti. L'apporto personale di Santiago nel corso di quel campionato fu di 12,3 punti e 8,0 rimbalzi di media.
Nel luglio 2003 firmò un contratto pluriennale con i Milwaukee Bucks, con cui trascorse un altro biennio in NBA. Durante la prima stagione giocò 54 partite con 4,0 punti e 2,4 rimbalzi in 13,1 minuti a gara. L'anno seguente, su 82 partite di regular season, riuscì a giocarne solo 11 per via soprattutto di un'abrasione all'occhio destro (rimediata in allenamento a novembre) che lo condizionò per buona parte di quell'annata.
Nel settembre 2005, dopo aver atteso un contratto da franchigie NBA, decise di accettare l'offerta da parte degli spagnoli dell'Unicaja Málaga, guidati in panchina da coach Sergio Scariolo. Santiago fu il centro titolare della squadra che, al termine di quella stagione, si laureò campione di Spagna per la prima volta in assoluto. Nelle 43 partite da lui disputate tra regular season e play-off, il suo contributo fu di 10,4 punti e 4,1 rimbalzi in 21 minuti di media.
L'annata successiva vide gli andalusi classificarsi solo ottava in campionato, ma allo stesso tempo anche raggiungere le Final Four di Eurolega. Santiago tuttavia dovette saltare sia le Final Four di Eurolega che i play-off di campionato a causa di un nuovo problema all'occhio destro, nello specifico un distacco della retina. La stagione 2007-08, nella quale in campionato mise a referto 8,4 punti e 3,2 rimbalzi in 16 minuti di media, fu la sua terza e ultima con il Málaga.
Il 1º ottobre 2008 andò ufficialmente a completare il reparto lunghi del Barcellona. Le sue cifre in campionato furono di 4,9 punti e 2,0 rimbalzi in 12 minuti di media, ma a fine stagione insieme alla squadra vinse il titolo nazionale.
Nell'estate 2009 fece una nuova tappa nel campionato portoricano (nuovamente vinto con i Vaqueros de Bayamón), poi approdò in Turchia all'Efes Pilsen per la stagione 2009-10 in cui però poté essere schierato solo in Eurolega per via del suo status di straniero. Venne tagliato a marzo, dopo l'eliminazione dell'Efes dalla competizione continentale.
Nei suoi ultimi anni di attività, oltre a una breve parentesi con i belgi dello Spirou Charleroi nel 2010 e una in Argentina al Boca Juniors nel 2012-13, tornò a giocare nel campionato portoricano con le canotte di Capitanes de Arecibo, Mets de Guaynabo e Cangrejeros de Santurce. Esse furono le ultime squadre della sua carriera poiché si ritirò dal basket giocato nel 2015, all'età di 39 anni.

### Nazionale
Per diversi anni fu uno dei punti fermi della nazionale portoricana con cui esordì nel 1996, anno in cui venne convocato per le Olimpiadi di Atlanta. La sua seconda e ultima partecipazione olimpica ebbe luogo ad Atene 2004. Tra le varie competizioni, partecipò anche a cinque edizioni dei Mondiali (1998, 2002, 2006, 2010 e 2014).

## Palmarès
- Campionato italiano: 1

Pall. Varese: 1998-99
- Campionato spagnolo: 2

Málaga: 2005-06
Barcellona: 2008-09
- Campionato belga: 1

Spirou Charleroi: 2009-10
- Supercoppa italiana: 1

Pall. Varese: 1999